# Villa des cent regards
La Villa des Cent Regards, parfois surnommé ”Château du nain”, ”Maison du fada”, ”Chateau miniature”, ou encore ”château trois pièces cuisine” par Télérama le 7 octobre 1981, est une construction atypique réalisée à partir d'une villa des années 30, érigée par Victor Grazzi, un coffreur cimentier d'origine italienne, au 1000 rue de la Roqueturière, dans le quartier d'Aiguelongue à Montpellier,,.
À ce jour, la villa fait l'objet d'une demande de classement au label “Architecture contemporaine remarquable” par son actuel propriétaire, un voisin l'ayant rachetée pour la préserver.